# Мухамедгалиев, Фазул Мухамедгалиевич
Фазул Мухамедгалиевич Мухамедгалиев — советский хозяйственный, государственный и политический деятель, доктор биологических наук, профессор, академик АН Казахской ССР, академик ВАСХНИЛ.

## Биография
Родился в 1911 году в ауле Мечет-Кум. Окончил Алма-Атинский зооветеринарный институт (1933). Член КПСС.
- 1936—1939 ассистент (1936), доцент (1936—1937), зав. кафедрой (1937—1938), заместитель директора (1938—1939) Алма-Атинского зооветеринарного института.
- 1939—1945 служба в войсках НКВД.
- 1945—1950 зав. кафедрой Алма-Атинского зооветеринарного института.
- 1950—1951 зам. председателя Президиума Казахского филиала ВАСХНИЛ.
- 1951—1957 директор Алма-Атинского зооветеринарного института.
- 1957—1960 президент Казахской академии с.-х. наук.
- 1960—1962 зав. кафедрой Алма-Атинского зооветеринарного института.
- 1962—1970 директор Института экспериментальной биологии АН КазССР,
- 1970—1971 академик-секретарь Отделения биологических наук АН КазССР.
- 1971—1977 академик-секретарь Восточного отделения ВАСХНИЛ.
- 1977—1979 председатель Президиума Восточного отделения ВАСХНИЛ — вице-президент ВАСХНИЛ.
- 1979—1989 советник при директоре Института экспериментальной биологии АН КазССР.

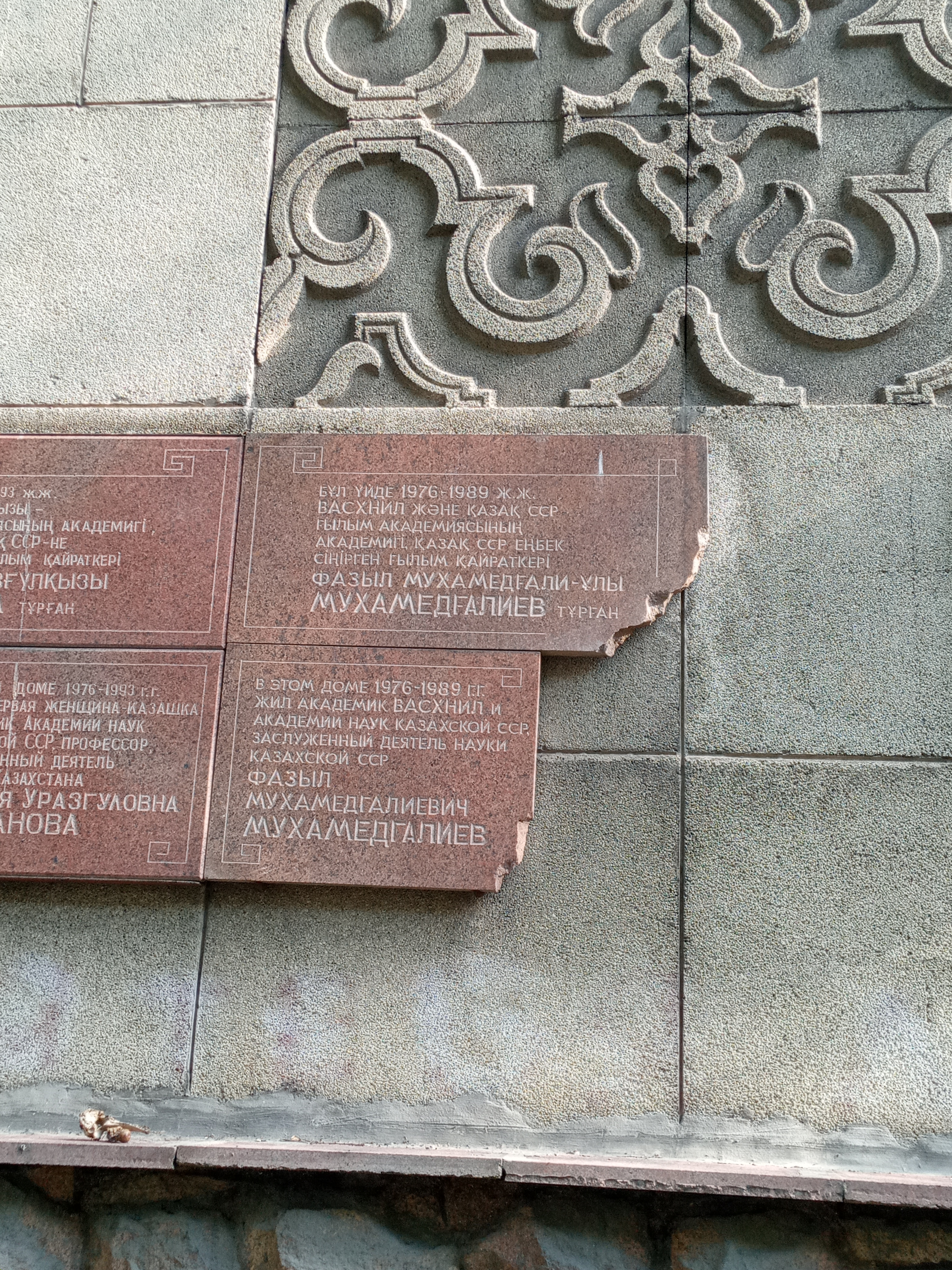
Мемориальная доска к дому, где жил в последние годы Фазыл Мухаммедгали (ул. Шевченко, 2)

Доктор биологических наук (1949), профессор (1949), академик ВАСХНИЛ (1972). Академик АН КазССР (1967).
Умер в 1989 году.

## Научные труды
- Межпородная пересадка зиготы и её генетические аспекты / соавт. Р. Б. Абельдинов; Ин-т эксперим. биологии АН КазССР. — Алма-Ата: Наука, 1971. — 107 с.
- Гетерозис в животноводстве / соавт.: У. Т. Ташмухамедов. А. М. Мурзамадиев; Ин-т эксперим. биологии АН КазССР. — Алма-Ата: Наука, 1975. — 255 с.
- Очерки возрастной биологии сельскохозяйственных животных / Ин-т эксперим. биологии АН КазССР. — Алма-Ата: Наука, 1982. — 84 с.
- Актуальные проблемы частной генетики сельскохозяйственных животных / Ин-т эксперим. биологии АН КазССР. — Алма-Ата: Наука, 1985. — 216 с.
- Адаптациогенез и микроэволюция сельскохозяйственных животных / Ин-т эксперим. биологии АН КазССР. — Алма-Ата: Наука, 1987. — 136 с.

## Награды
Награждён орденами Ленина (1981), Октябрьской Революции (1976), Знак Почёта (1966), 2 медалями. Избирался депутатом Верховного Совета Казахской ССР 5-го, 8-го и 9-го созывов.